# セルティック・フロスト
- セルティック・フロスト
- ケルティック・フロスト

セルティック・フロスト（Celtic Frost）は、スイス出身のエクストリームメタル・バンド。
「ブラックメタル」「デスメタル」「スラッシュメタル」等の派生ジャンルにおいて、多大な影響を与えたパイオニアとして知られる。

## 概要

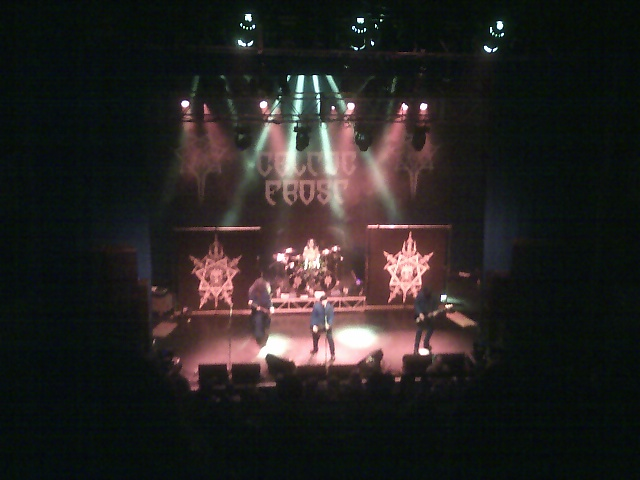
2006年のライブ

ブラックメタル、デスメタル等のエクストリーム・メタルに多大な影響を与えた。特にブラックメタルのジャンル形成には「バソリー」「ヴェノム」と並んで大きな影響を及ぼしたといわれる。
バンド自身は「ヴェノム」「ジューダス・プリースト」「ブラック・サバス」等のヘヴィメタル・バンドや「バウハウス」「スージー・アンド・ザ・バンシーズ 」「クリスチャン・デス」といったゴシック・ロック・バンド、「ディスチャージ」のようなパンク・バンドから影響を受けている。
メイクに関しては「クレイジー・ワールド・オブ・アーサー・ブラウン」のシングルジャケットから影響を受けたと語っている。
バンド名はセルティック・フロストで浸透してしまったが、トム・G・ウォリアー側では正確には「ケルティック・フロスト」（Celticはケルト人文化を指す）の発音で一貫している。

## 略歴
1984年、前身バンド「Hellhammer」の解散後、トム・G・ウォリアーとマーティン・エリック・アインらを中心に「ケルティック・フロスト」を結成。デビューミニLPである『モービッド・テイルズ』はアンダーグラウンド・シーンで好評となる。ドイツとオーストリアで初のツアーを行う。
1985年、ファースト・アルバム『トゥ・メガ・セリオン』をリリース。本作は彼らの代表作であり、様々なアーティストに影響を与えることとなる。
1988年、サード・アルバム『Cold Lake』でLAメタル（グラムメタル）風に音楽性を豹変させ、ファンを驚かせる。（後述 #アルバム『Cold Lake』について）
1993年、金銭トラブルや、バンド内の関係の悪化、レコード会社とのトラブルが続き、ついにバンドは解散へと追い込まれる。
2001年、再結成。
2006年、アルバム『モノシイスト』をリリース。同年、リリースに伴うツアーを開始する。ヨーロッパ、アメリカ合衆国、カナダのフェスでヘッドライナーを務める。特に、ヴァッケン・オープン・エアでは5万人の観客を前にライブを行った。
2007年、初訪日公演。
2008年、新グループ「トリプティコン」結成のためトムが脱退。再びバンドは解散。
2017年、創設メンバー マーティン・エリック・アインが50歳で死去。トムとマーティンの間にはバンド活動の条件が存在するため、事実上ケルティック・フロスト名義の存続は消滅した。

## 音楽史への影響

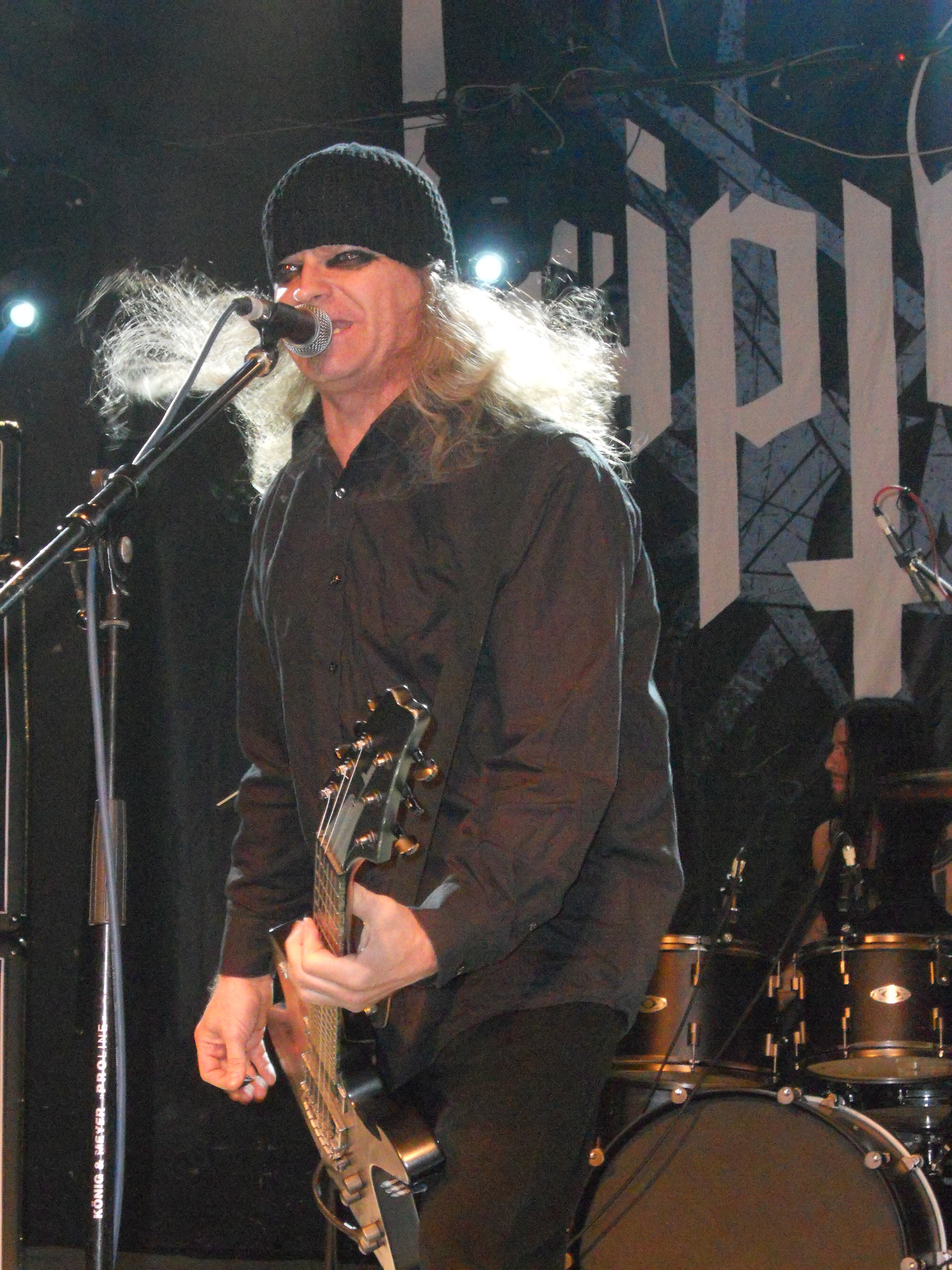
創設者トム・G・ウォリアー(Vo/G) 2010年

先述の通り、バンドは数々のブラックメタル、デスメタル、スラッシュメタルバンドに影響を与えている。たとえば、シンフォニックメタル・バンド「セリオン」は彼らのファースト・アルバム『トゥ・メガ・セリオン』からバンド名をとっている。セルティック・フロストの楽曲をカバーしているミュージシャンも多く存在する。例えば「ディム・ボルギル」「オビチュアリー」「ゴルゴロス」「セパルトゥラ」「ゴートホア」「ギャルハマー」等である。「ニルヴァーナ」のカート・コバーン、クリス・ノヴォセリック は彼らのファンだった。「デイヴ・グロール」や「アルター・ブリッジ」のリードギタリストであるマーク・トレモンティもことあるごとにセルティック・フロストから影響を受けたと語っている。デイヴ・グロールは自身のソロ・プロジェクトにトムをゲスト参加させてもいる。
1995年にリリースされたセルティック・フロストのトリビュートアルバムには「オーペス」「エンスレイヴド」「エンペラー」「メイヘム」「グレイブ」、カナダのデス/スラッシュ・バンド「スローター」等の著名バンドが参加している。
このような事実にもかかわらず、フロントマンのトム・フィッシャーは自分たちの与えた影響についてこのようなコメントをしている。「自分たちがどう影響を与えたかなんてことには関わらないようにしている。俺は一人のミュージシャンなんだ。そんなことに巻き込まれたくない。そんなの健康的じゃないだろ。ただ、良いアルバムを作っていたいんだ。俺はまだピンピンしてるし、やることが目の前に山ほどある。誰が影響力を持ってるとか、俺たちがどのような立場にいるのかとか、そういうことには煩わされたくない。そんなのはどうでもいいことだと思うよ。」

## アルバム『Cold Lake』について
1988年にリリースした3rdアルバム『Cold Lake』がグラムメタルに拠った内容だったため、従来ファンの間で拒絶反応が起きてしまった。これには後年トム・G・ウォリアーも失敗（黒歴史）と認め、アルバムの再発に際して敢えて選別から外し廃盤状態のままである。
これは、オリヴァー・アンベルク（ギター担当、元コロナー）が在籍した時代のサウンド変化であり、トニー・プラット（音楽エンジニア）がプロデュースを担当。世間では、アンベルクがグラムメタル化させた主犯とされ攻撃を受けた。本人は、その場のノリで意気投合した結果だと説明。リフ自体はヘヴィなサウンドであるため、ヘアメタル的ヴィジュアルの先入観で評価されなかったと主張している。
バンド内でのアンベルクは問題児だったようで、脱退後バンド側とは連絡を絶った状態であった。後年トムと再会した際に和解し、当時の不誠実を自省している。

## メンバー

### 最終ラインナップ
- トム・ガブリエル・フィッシャー (Tom Gabriel Fischer) - ボーカル、ギター (1984年-1993年、2001年-2008年)
トム・G・ウォリアー (Tom G. Warrior)名義でクレジットされることもあった。北野武と三池崇史の作品をインスピレーションとしてあげている[14]。「ブラック・サバス」「ブルー・オイスター・カルト」など1970年代ハードロック、「モーターヘッド」「エンジェル・ウィッチ」「ヴェノム」などのNWOBHM、「ディスチャージ」ら初期ハードコアからの影響を公言している[10]。H・R・ギーガーの2014年のドキュメンタリー映像『DARK STAR　H・R・ギーガーの世界』にも出演して、ギーガーからの影響を語り、ギーガーの自宅兼アトリエで勤務していると紹介された。
- マーティン・エリック・アイン (Martin Eric Ain) - ベース、ボーカル (1984年-1988年、1990年-1993年、2001年-2008年) ※2017年死去
日本のマンガやアニメの大ファン。永井豪の作品、特にデビルマンとキューティーハニーはコレクションを持っている。他には日野日出志、韮沢靖を好んでいる[14]。
- フランコ・セサ (Franco Sesa) - ドラムス (2002年-2008年)

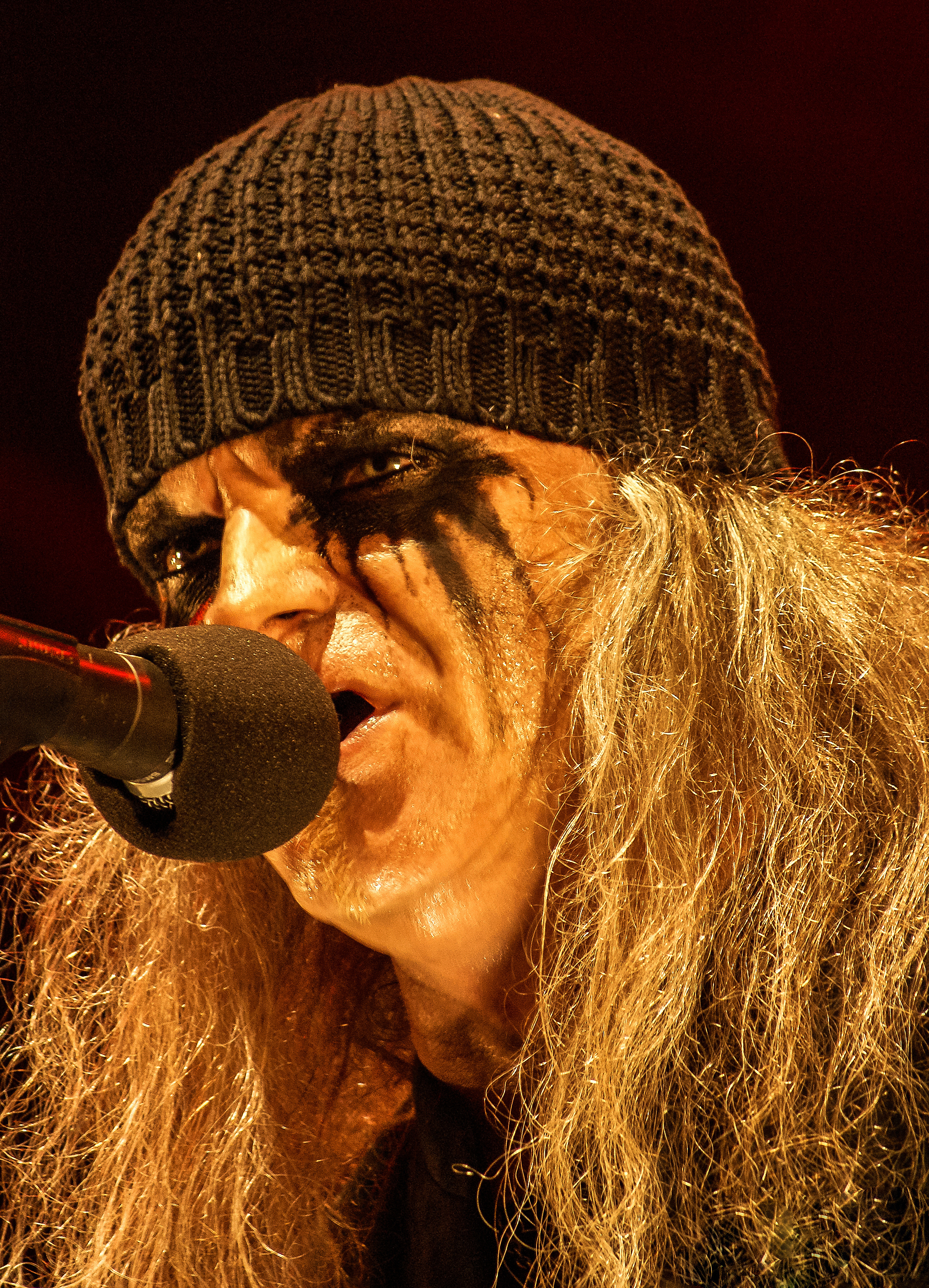
トム・G・ウォリアー(Vo/G) 2011年
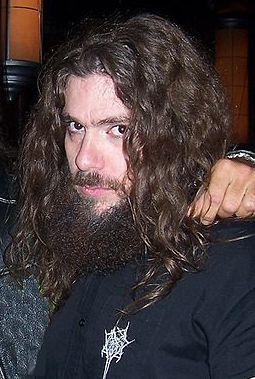
マーティン・E・アイン(B/Vo) 2009年
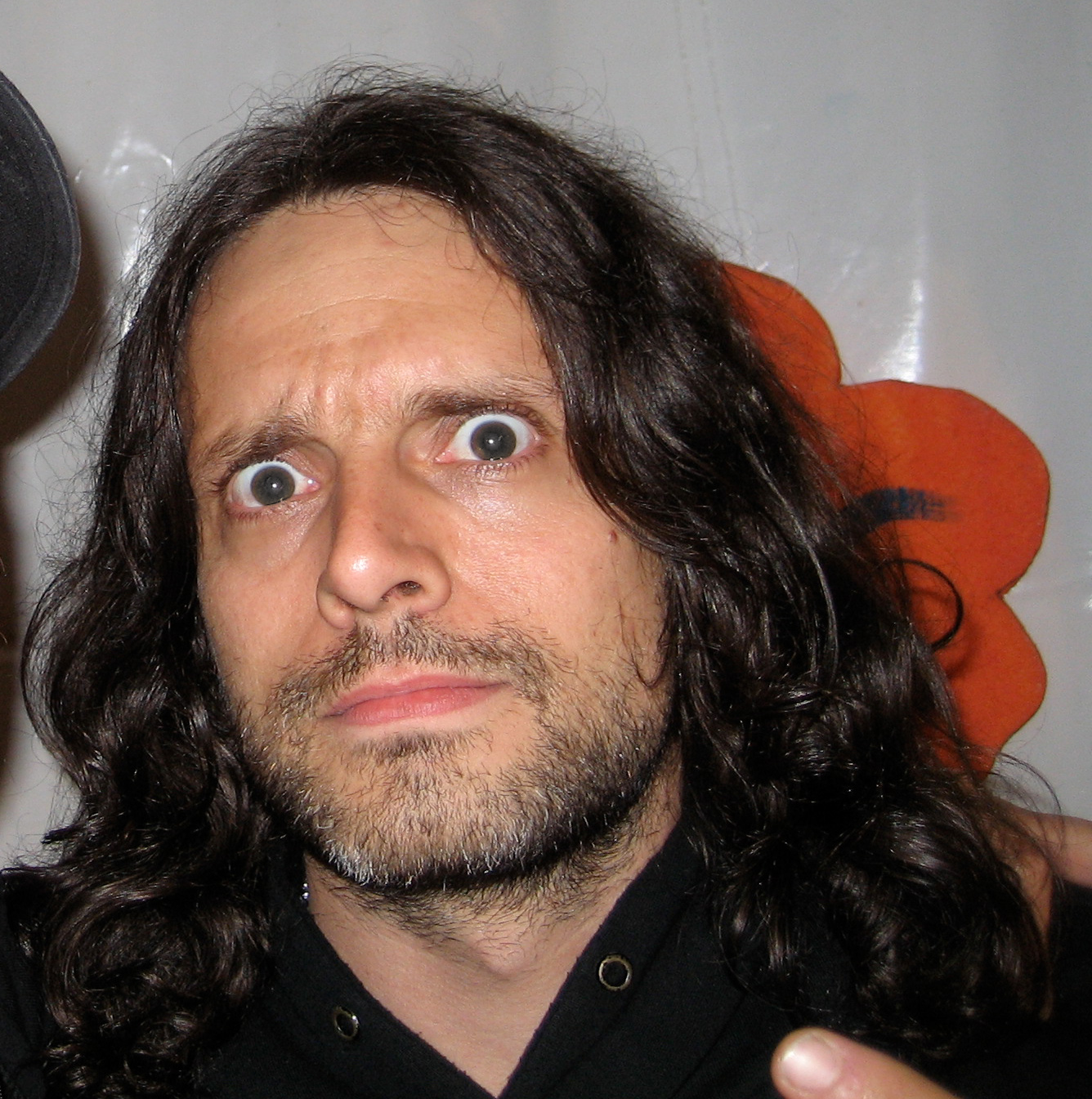
フランコ・セサ(Ds) 2007年

### 旧メンバー
- アイザック・ダルソ (Isaac Darso) - ドラムス (1984年)
- ドミニク・ステーナー (Dominic Steiner) - ベース (1985年)
- リード・セントマーク (Reed St. Mark) - ドラムス (1985年-1988年、1992年-1993年)
- シュテフェン・プリーストリー (Stephen Priestly) - ドラムス (1988年-1992年)
- クルト・ヴィクトル・ブライアント (Curt Victor Bryant) - ベース、ボーカル (1988年-1990年)
- オリヴァー・アンベルク (Oliver Amberg) - ギター (1988年-1989年)
- エロール・ウナラ (Erol Unala) - リズムギター (2001年-2006年)

### ライブ・サポート
- ロン・マルクス (Ron Marks) - ギター (1987年)
- アンダース・オデン (Anders Odden) - ギター (2006年-2007年)
- V・サンチュラ (V. Santura) - ギター (2007年-2008年)

## ディスコグラフィ

### アルバム
- 『モービッド・テイルズ』 - Morbid Tales (1984年)
- 『トゥ・メガ・セリオン』 - To Mega Therion (1985年)
- 『イントゥ・ザ・パンデモニウム』 - Into the Pandemonium (1987年)
- Cold Lake (1988年)
- 『ヴァニティ/ネメシス』 - Vanity/Nemesis (1990年)
- 『モノシイスト』 - Monotheist (2006年)

### コンピレーション・アルバム
- 『軌跡1984-1992』 - Parched With Thirst Am I and Dying (1992年)
- Are You Morbid? (2003年)
- Innocence And Wrath (2017年)

### 映像作品
- Live At The Hammersmith Odeon 3.3.89 (1989年)